# Salah Soliman
Salah Soliman (tiếng Ả Rập: صلاح سليمان) (sinh ngày 20 tháng 1 năm 1990 ở Mit Ghamr, Dakahlia, Ai Cập) là một cầu thủ bóng đá người Ai Cập. Anh thi đấu ở vị trí trung vệ hoặc tiền vệ phòng ngự cho Giải bóng đá ngoại hạng Ai Cập giants Zamalek SC cũng như U-20 Ai Cập.

## Danh hiệu
Zamalek SC
- Cúp bóng đá Ai Cập: 2013, 2014